# Guinea ai Giochi della XXVIII Olimpiade
La Guinea partecipò ai Giochi della XXVIII Olimpiade, svoltisi ad Atene, Grecia, dal 13 al 29 agosto 2004, con una delegazione di 3 atleti impegnati in tre discipline.

## Risultati

### Atletica leggera
| Q | Qualificato al turno successivo per la Classifica in qualificazione                                                          |
| q | Qualificato per il turno successivo per ripescaggio o, negli eventi su campo, conquistando la misura minima per qualificarsi |

Maschile
| Atleta        | Evento      | Batteria  | Batteria   | Quarti di finale | Quarti di finale | Semifinale      | Semifinale      | Finale          | Finale          |
| Atleta        | Evento      | Risultato | Classifica | Risultato        | Classifica       | Risultato       | Classifica      | Risultato       | Classifica      |
| ------------- | ----------- | --------- | ---------- | ---------------- | ---------------- | --------------- | --------------- | --------------- | --------------- |
| Nabie Fofanah | 100 m piani | 10"62     | 7º         | non qualificato  | non qualificato  | non qualificato | non qualificato | non qualificato | non qualificato |
| Nabie Fofanah | 200 m piani | 21"45     | 7º         | non qualificato  | non qualificato  | non qualificato | non qualificato | non qualificato | non qualificato |

### Judo
Femminile
| Atleta       | Evento | Preliminari          | 16-esimi                   | Ottavi               | Quarti               | Semifinali           | Ripescaggio          | Finale               | Pos.            |
| Atleta       | Evento | Avversario Punteggio | Avversario Punteggio       | Avversario Punteggio | Avversario Punteggio | Avversario Punteggio | Avversario Punteggio | Avversario Punteggio | Pos.            |
| ------------ | ------ | -------------------- | -------------------------- | -------------------- | -------------------- | -------------------- | -------------------- | -------------------- | --------------- |
| M'mah Soumah | −52 kg | N.D.                 | Monteiro (POR) P 0000–1000 | non qualificata      | non qualificata      | non qualificata      | non qualificata      | non qualificata      | non qualificata |

### Nuoto
Maschile
| Atleta                | Evento            | Batteria  | Batteria   | Semifinale      | Semifinale      | Finale          | Finale          |
| Atleta                | Evento            | Risultato | Classifica | Risultato       | Classifica      | Risultato       | Classifica      |
| --------------------- | ----------------- | --------- | ---------- | --------------- | --------------- | --------------- | --------------- |
| Abdourahamane Diawara | 50 m stile libero | 28"10     | 76º        | non qualificato | non qualificato | non qualificato | non qualificato |